# خط ریل شرقی
خط ریل شرقی (九廣鐵路英段) یکی از خطوط مترو حومه ام‌تی‌آر در هنگ کنگ است.
این خط که در سال ۱۹۱۰ تأسیس شده دارای ۱۴ ایستگاه و ۴۱٫۵ کیلومتر طول است. 

## نگارخانه

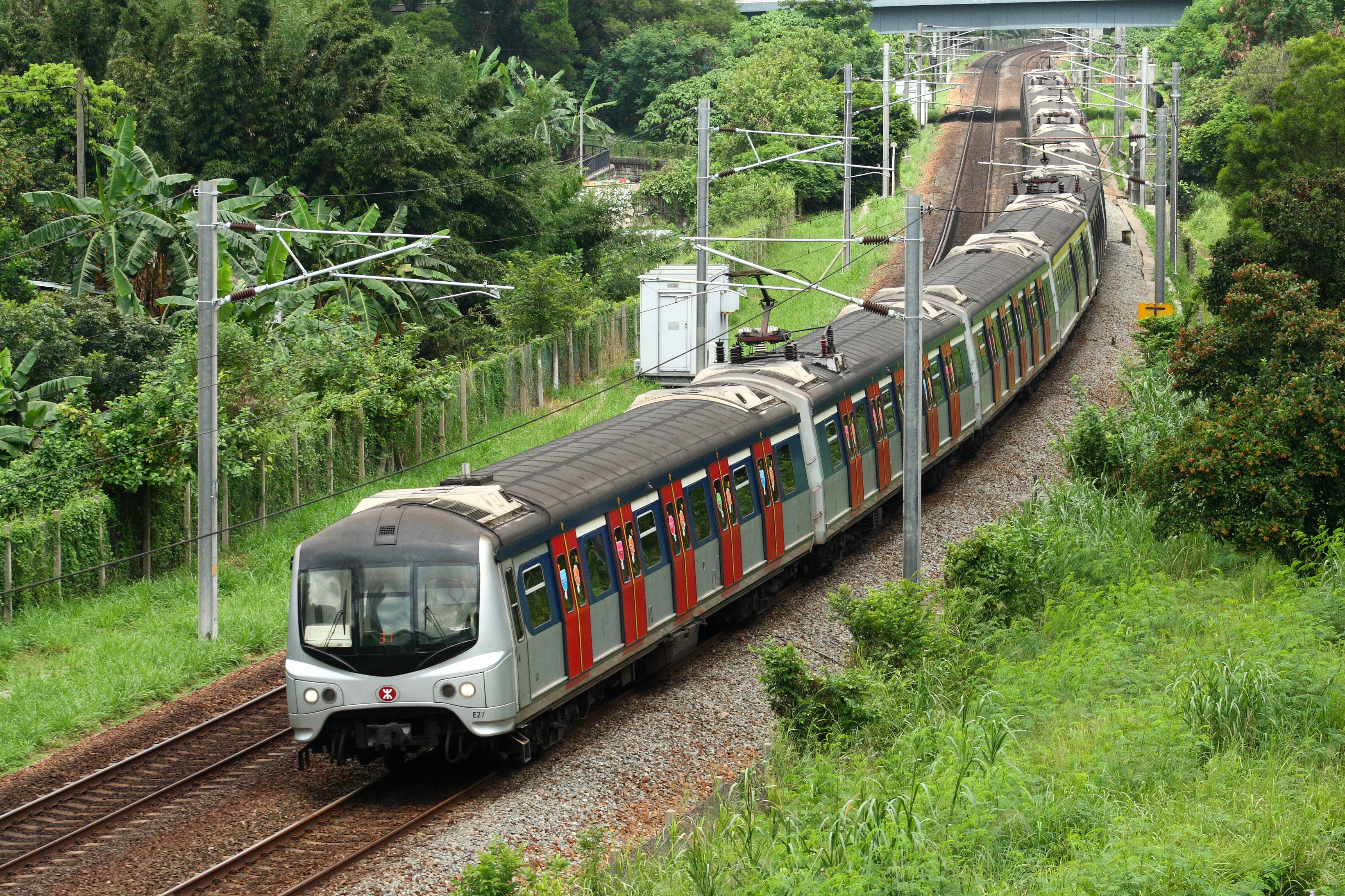
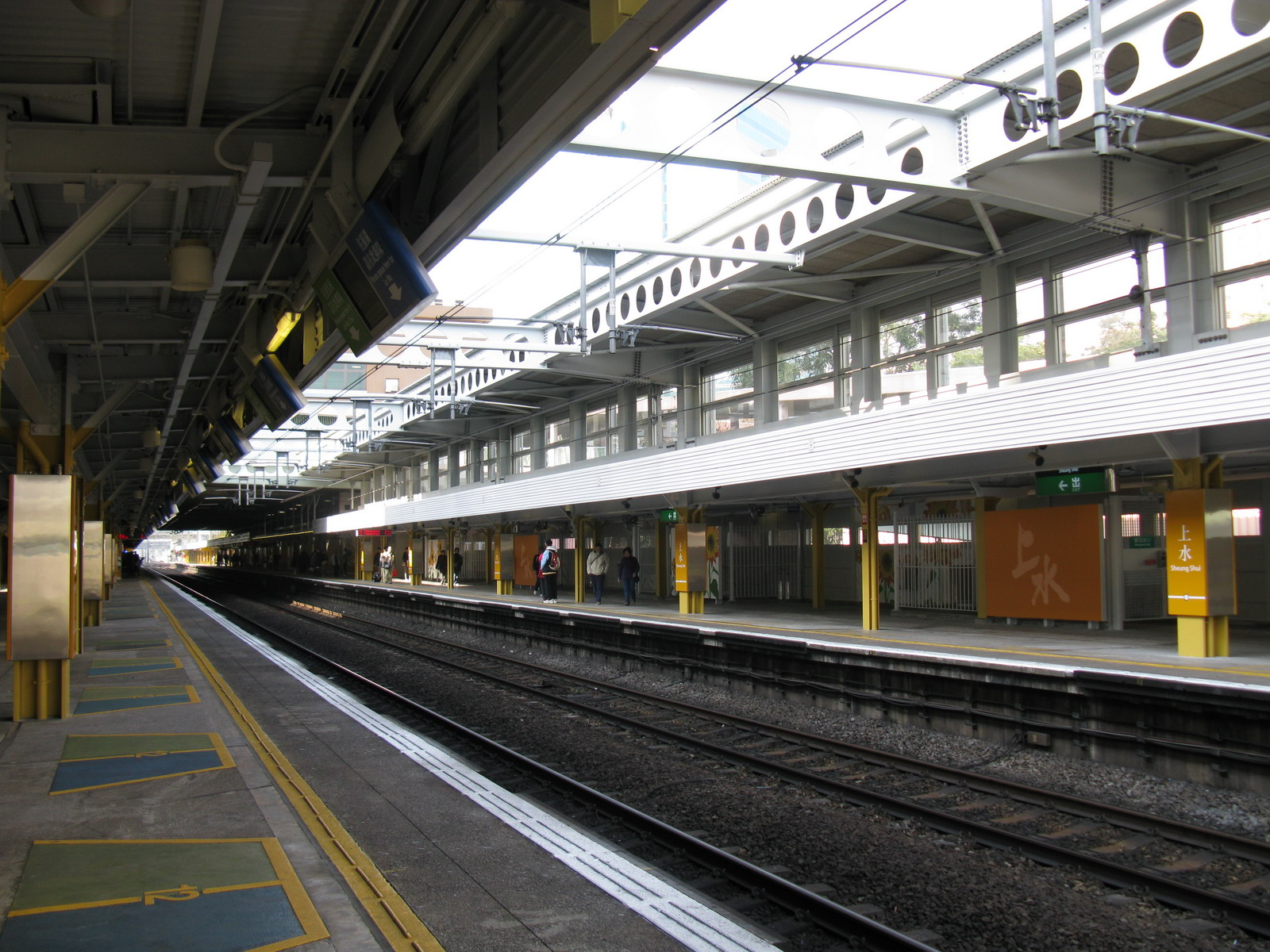
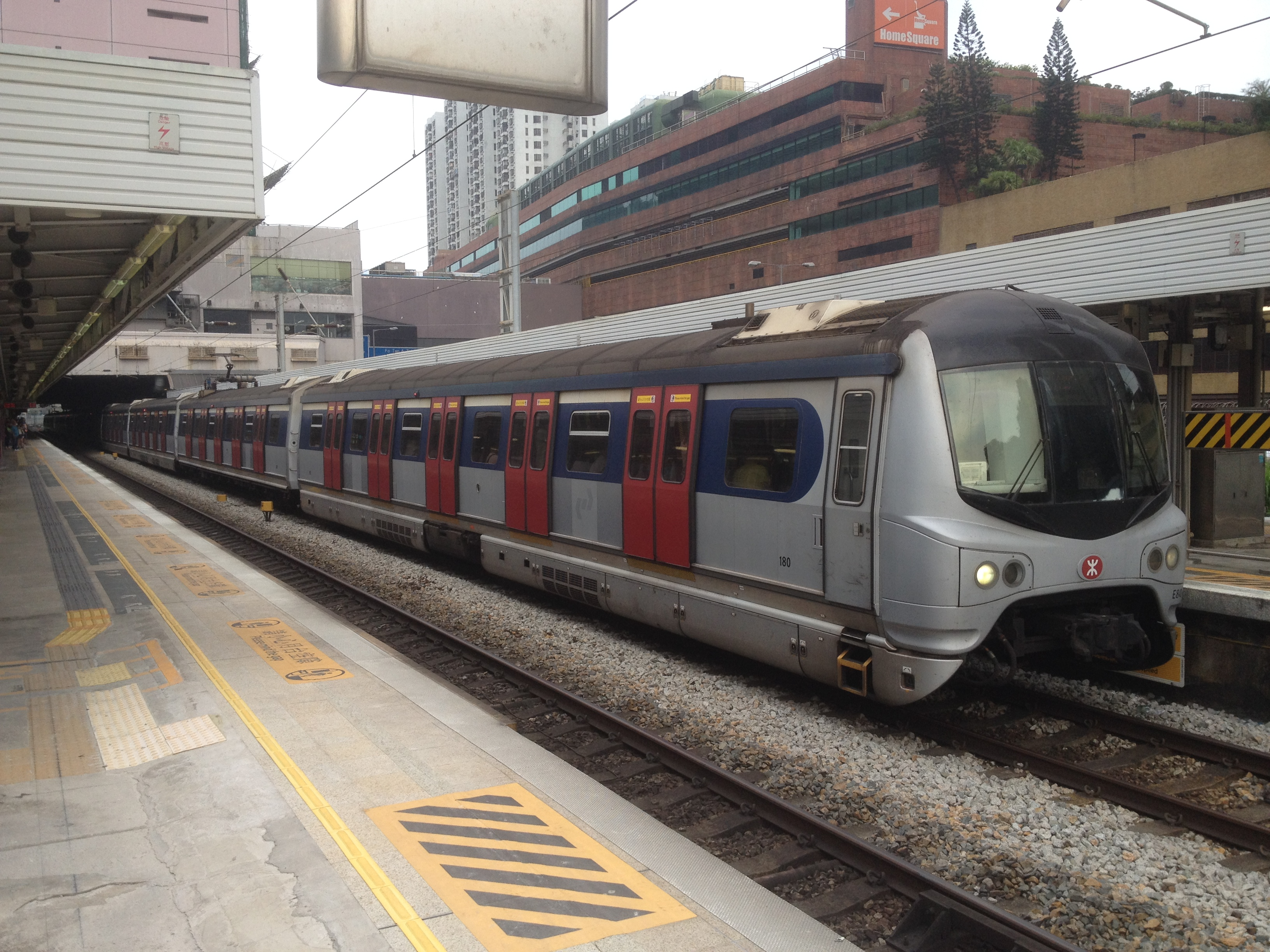
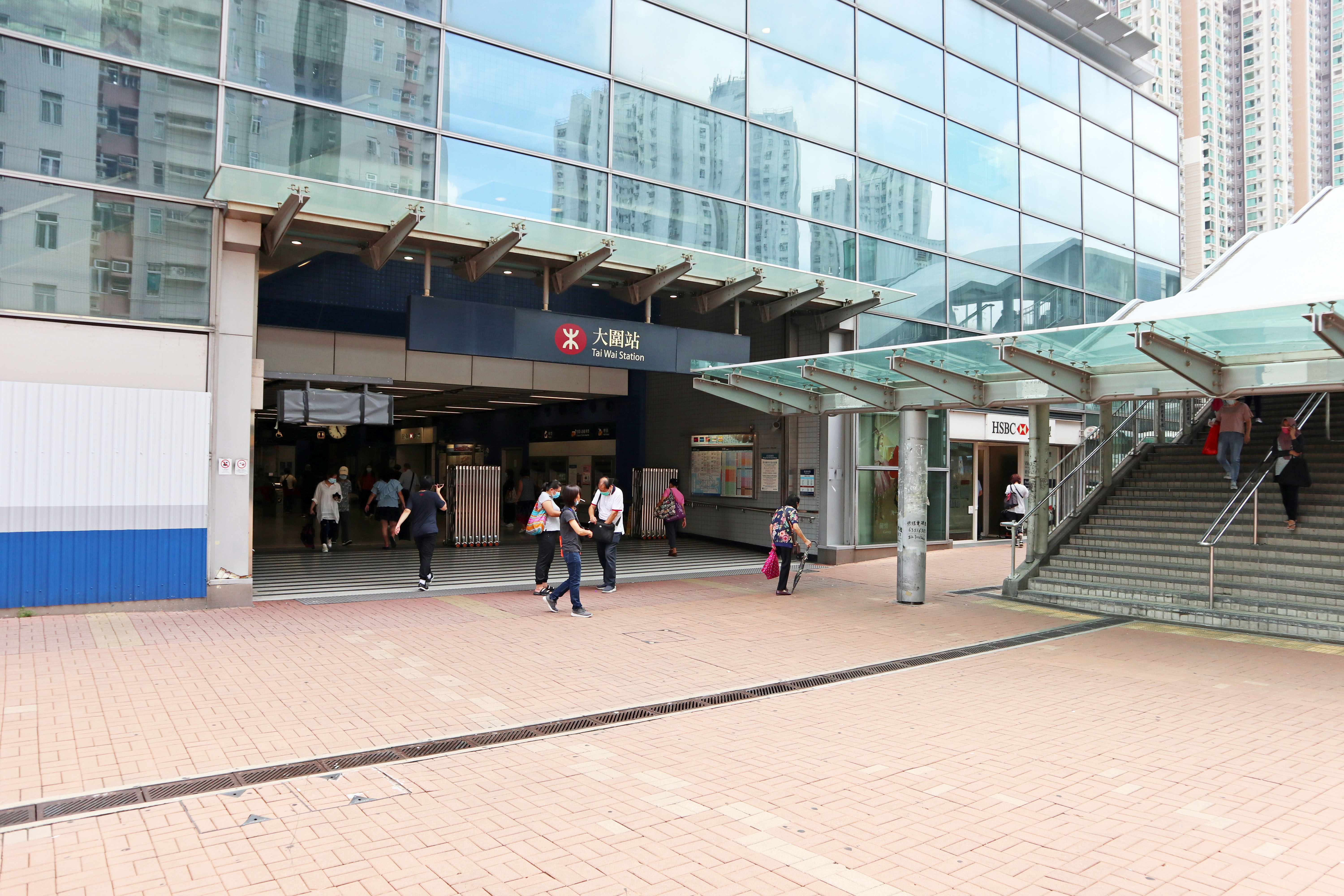